# Copa Mundial de Fútbol de 1978

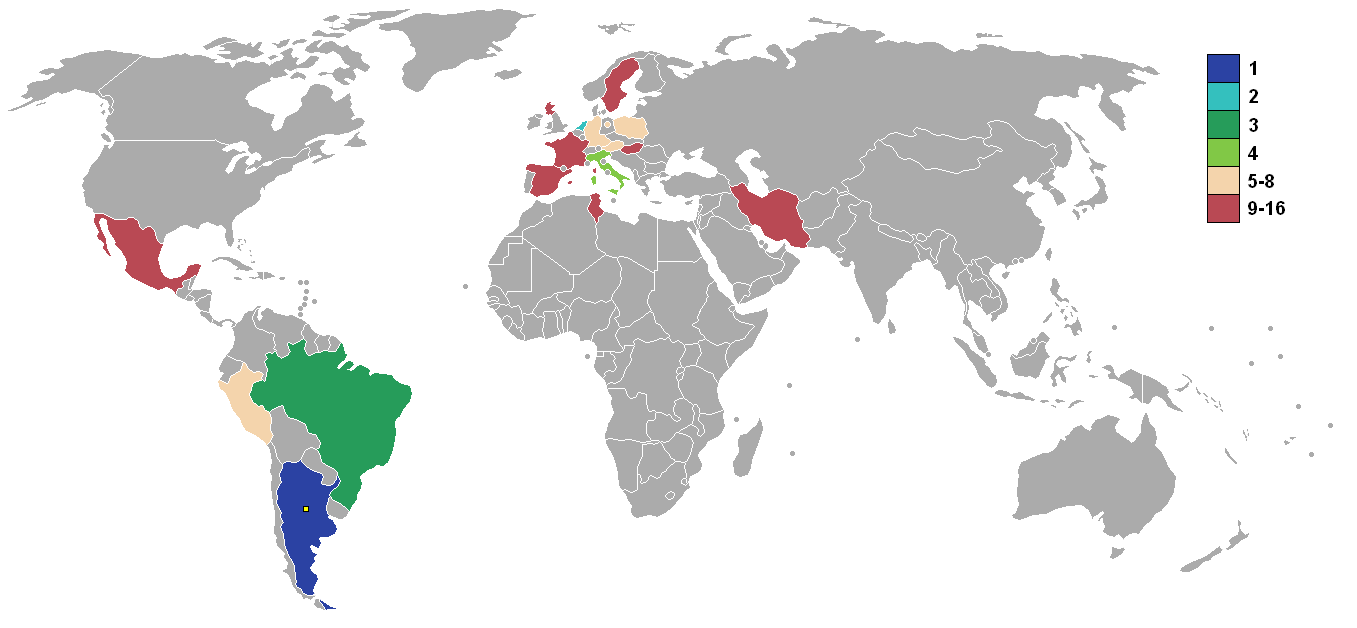
Mapa según los resultados de 1978

La Copa Mundial de la FIFA Argentina 1978 fue la undécima edición de la Copa Mundial de Fútbol y se desarrolló en Argentina, entre el 1 de junio y el 25 de junio de 1978. La Copa del Mundo volvía así a Sudamérica por primera vez desde Chile en 1962. El torneo se disputó en seis estadios repartidos en las ciudades de Buenos Aires, Rosario, Mar del Plata, Córdoba y Mendoza.
La mascota de este Mundial fue Gauchito. La pelota oficial sufrió un cambio revolucionario con la aparición de la Adidas Tango, que se convirtió en un clásico del diseño y perduró durante cinco mundiales; contaba con mayor impermeabilización que los diseños anteriores.
En el torneo jugaron consagrados futbolistas internacionales de la época como Johan Neeskens, Teófilo Cubillas, Zico, Dino Zoff y Mario Kempes, además de Michel Platini, Karl-Heinz Rummenigge y Paolo Rossi, entre otros valores destacados. El entonces campeón del mundo Paul Breitner fue el único jugador que decidió no participar en repudio explícito a la Junta Militar.
La selección local fue campeona. Su principal figura fue Mario Kempes, quien fue el máximo goleador del torneo y fue reconocido como el mejor jugador del evento. Se jugó con el mismo sistema de eliminación que en Alemania Federal 1974: una primera ronda con cuatro grupos clasificatorios cuyos dos primeros pasaron a la segunda fase, en la que se definieron los dos finalistas.
Disputaron la final los Países Bajos, ganador del grupo A, y Argentina, ganador del grupo B. Fue un partido muy disputado en el que los equipos debieron ir a tiempo suplementario, ya que en los 90 minutos habían empatado 1-1. Finalmente, con goles de Kempes (2) y Daniel Bertoni (1), la selección albiceleste se impuso por 3-1 y levantó la copa por primera vez, después de que se le escapó 48 años antes en Uruguay 1930, al perder por 4:2 en la final ante el combinado local.
El torneo se disputó mientras en la Argentina gobernaba una dictadura que había impuesto un régimen terrorista de Estado, boicoteado por algunas organizaciones internacionales de derechos humanos. Han sido materia de investigación y debate la decisión de celebrar el torneo en Argentina, las relaciones de la dictadura militar con la FIFA, algunos resultados deportivos cuestionados y los actos de corrupción.

## Elección de la sede
La sede de esta Copa del Mundo se eligió el 6 de julio de 1966 en el 35.º Congreso de FIFA, celebrado en Londres. El otro candidato era México, pero, al ser elegido para organizar el Mundial de 1970 dos años antes, retiró su candidatura. En ese mismo congreso se determinaron, además, las sedes de los mundiales de 1974 y 1982, que se disputaron en Alemania Federal y España, respectivamente.
Argentina había intentado ser anfitrión de la Copa del Mundo en otras tres oportunidades: 1938, 1962 y 1970. En 1936 se eligió a Francia para organizar la competición de 1938, lo que derivó en un boicot por parte de los países sudamericanos, excepto Brasil, quienes entendían que el tercer campeonato del mundo debía disputarse en su continente. En 1956, en el Congreso celebrado en Lisboa, Chile ganó la votación para organizar el campeonato de 1962, mientras que en el Congreso de 1964 el elegido fue México, que fue el anfitrión en 1970.

## Organización

### EAM '78
Tres presidentes y una presidenta constitucionales, y cuatro dictadores intervinieron en la organización del Mundial 78, desde 1964, cuando la Argentina fue seleccionada por la FIFA. El primer presidente de la serie, el radical Arturo Illia (1964-1966), no tomó ninguna resolución al respecto. Su sucesor, el dictador Juan Carlos Onganía (1966-1970), intervino la Asociación del Fútbol Argentino (AFA): su primer interventor, Juan Martín Oneto Gaona, firmó la primera resolución relacionada con el Mundial. En junio de 1971, el dictador Alejandro Agustín Lanusse cesó a Oneto como interventor y lo reemplazó por Raúl D’Onofrio (padre de quién décadas más adelante fue presidente del Club Atlético River Plate), quien logró que el general Lanusse sancionara la Ley 19.468, declarando el Mundial como «de interés nacional».
En mayo de 1973 cayó la dictadura y fue elegido en elecciones libres un nuevo gobierno constitucional. Después de la renuncia del presidente Héctor J. Cámpora fue elegido por tercera vez como presidente Juan Domingo Perón, quien asumió el mando en octubre de 1973. Perón creó la Comisión Nacional de Apoyo al XI Campeonato Mundial de Fútbol de 1978 dentro de la órbita del Ministerio de Bienestar Social, que estaba a cargo de José López Rega. Presidió la Comisión el entonces secretario de Turismo y Deportes, Pedro Eladio Vázquez. Durante esta etapa se definió el logo del campeonato.
El 24 de marzo de 1976, poco más de dos años antes del Mundial, una nueva dictadura tomó el poder e impuso un régimen de terrorismo de Estado. Un sector de los líderes de la dictadura, encabezado por Jorge Rafael Videla y el ministro de Economía, José Alfredo Martínez de Hoz, estaba en contra de organizar el Mundial sosteniendo que era un «gasto desmedido». En sentido contrario, Emilio Massera encabezaba el sector que predominó considerando que «políticamente es conveniente hacer el Mundial». El 12 de julio de 1976, el dictador Videla sancionó el Decreto N.º 21.349, la Junta derogó la Comisión de Apoyo creada por Perón y la reemplazó por el Ente Autárquico Mundial 1978 (EAM '78).
El EAM '78 estuvo inicialmente dirigido por el general Omar Actis, que fue asesinado poco después de su creación. Se sospecha que la Armada ordenó el crimen como parte de la lucha interna en la Junta Militar. Actis fue formalmente reemplazado por el general (R) Antonio Merlo, pero quien realmente pasó a dirigir el organismo fue el contraalmirante Carlos Lacoste. La estructura formal del EAM '78, al momento de realizarse la competencia fue: presidente: Antonio Luis Merlo; vicepresidente: Carlos Alberto Lacoste; y las gerencias: de Planeamiento y control de gestión, encabezada por Fernando Victorio Victoria; de Comunicación, por Alberto Horacio Calloni; de Infraestructura, por Norman Azcoitía; de Economía y finanzas, por Raúl Veiga; de Prensa, promoción y relaciones públicas, por Carlos Alberto Lacoste y de Asuntos especiales, por Walter César Ragalli.
El Centro de Operaciones Mundial '78 estuvo a cargo de Julio Dante Giacchio. La subsede Córdoba fue presidida por Carlos B. Chasseing; Mar del Plata por Carlos Menozzi; Mendoza por Francisco Navarro Hinojosa y Rosario por Augusto Félix Cristiani.

### Costos
En total el Mundial costó al Estado argentino entre 520 y 700 millones de dólares, aunque el monto exacto no ha sido establecido porque no se realizó la liquidación definitiva.
Se construyeron tres nuevos estadios en las ciudades de Córdoba, Mendoza y Mar del Plata. Además, se realizaron remodelaciones en los estadios Monumental (River Plate) y José Amalfitani (Vélez Sarsfield) en la ciudad de Buenos Aires y en el Rosario Central (id.) en la ciudad de Rosario, Santa Fe.
Además se construyó desde cero una planta modelo de televisión en color en la intersección de la avenida Figueroa Alcorta y Tagle. Esta recibió el nombre de «Centro de Producción Buenos Aires», pero en las trasmisiones se autoidentificaba con el nombre «Argentina 78 Televisora» o también «A78 TV». La transmisión se realizó en color a todo el mundo; sin embargo, en la propia Argentina se vio en blanco y negro, excepto en algunas provincias, y algunos partidos de la segunda ronda, y la final, que se transmitió en color por Canal 7, cuya señal se cedía a A78 TV durante esos lapsos, y también por Canal 13, que se valió de sus equipos en NTSC con los que había realizado transmisiones experimentales en color en 1969. Con posterioridad al Mundial, la planta se entregó a Canal 7 de Buenos Aires, el cual pasó a denominarse ATC (Argentina Televisora Color).
Los costos para el mundial fueron muy elevados para una Copa del Mundo. En el siguiente Mundial de 1982 en España se gastó cerca de una cuarta parte de lo que salió el mundial en Argentina. La cifra de la Copa Mundial de 1978 solo se igualó en Italia 1990. Los gastos del Mundial 78 fueron sospechosos de corrupción política y empresarial y fueron objeto de varias investigaciones judiciales. Según el entonces secretario de Hacienda argentino Juan Alemann, «cualquier empresa privada lo hubiese construido por un 20 % de lo que costó».

### Sedes
En 1972 se preseleccionaron ocho subsedes, las seis que fueron en 1978 más La Plata y Tucumán. El gobierno de La Plata prometió un «estadio único» pero para 1974 se desechó por pujas internas. El Estadio Ciudad de La Plata se terminó de construir décadas después y se inauguró parcialmente en 2003. 
En el caso de Tucumán, se había prometido un ambicioso estadio de 70 000 espectadores en Horco Molle, de formas similares al actual Estadio Presidente Perón (Racing Club), con el techo incluido. En 1974 la subsede Tucumán se «congeló» y en 1975 se la dio de baja dada la intensidad de las acciones de la guerrilla y las Fuerzas Armadas en la provincia.
Finalmente, las ciudades elegidas para albergar los partidos del Mundial fueron Buenos Aires, Rosario, Córdoba, Mar del Plata y Mendoza. Para esto se invirtió en mejorar la infraestructura de los estadios existentes y la construcción de tres nuevos estadios acordes a las exigencias de la FIFA. Se remodelaron los estadios Monumental (River Plate) y José Amalfitani (Vélez Sarsfield) en Buenos Aires y el Rosario Central (id.) en Rosario. Por otra parte, se construyeron los estadios Polideportivo Ciudad de Córdoba (Córdoba), Ciudad de Mendoza (Mendoza) y Mundialista (General Pueyrredón). La selección argentina tuvo su centro exclusivo de entrenamiento y concentración en un predio de José C. Paz.
Los estadios nuevos que figuran en la tabla están descritos en cursiva:
| Sedes en Argentina · Buenos Aires Mar del Plata Mendoza Córdoba Rosario         | Buenos Aires      | Buenos Aires        |
| ------------------------------------------------------------------------------- | ----------------- | ------------------- |
| Sedes en Argentina · Buenos Aires Mar del Plata Mendoza Córdoba Rosario         | José Amalfitani   | Monumental          |
| Sedes en Argentina · Buenos Aires Mar del Plata Mendoza Córdoba Rosario         | Capacidad: 49 318 | Capacidad: 76 609   |
| Sedes en Argentina · Buenos Aires Mar del Plata Mendoza Córdoba Rosario         |                   |                     |
| Sedes en Argentina · Buenos Aires Mar del Plata Mendoza Córdoba Rosario         | Mendoza           | Córdoba             |
| Sedes en Argentina · Buenos Aires Mar del Plata Mendoza Córdoba Rosario         | Ciudad de Mendoza | Córdoba             |
| Sedes en Argentina · Buenos Aires Mar del Plata Mendoza Córdoba Rosario         | Capacidad: 47 542 | Capacidad: 46 986   |
| Sedes en Argentina · Buenos Aires Mar del Plata Mendoza Córdoba Rosario         |                   |                     |
| Sedes en la Ciudad de Buenos Aires · Estadio Monumental Estadio José Amalfitani | Mar del Plata     | Rosario             |
| Sedes en la Ciudad de Buenos Aires · Estadio Monumental Estadio José Amalfitani | Mundialista       | Gigante de Arroyito |
| Sedes en la Ciudad de Buenos Aires · Estadio Monumental Estadio José Amalfitani | Capacidad: 42 563 | Capacidad: 41 465   |
| Sedes en la Ciudad de Buenos Aires · Estadio Monumental Estadio José Amalfitani |                   |                     |

### Árbitros
La FIFA anunció una lista de 28 árbitros provenientes de 5 confederaciones continentales. Correspondía 18 a la UEFA, 3 a la AFC, 1 a la Concacaf, 1 a la CAF y 5 a la Conmebol.
| - Farouk Bouzo - Ferdinand Biwersi - Charles Corver - Jean Dubach - Ulf Eriksson - Antonio Garrido - Alfonso González Archundia - Ramón Barreto - Arnaldo Cézar Coelho - Ángel Coerezza | - Sergio Gonella - John Gordon - Alojzy Jarguz - Abraham Klein - Erich Linemayr - Dušan Maksimović - Ángel Franco Martínez - Youssou N'Diaye - Jafar Namdar | - César Orozco - Juan Silvagno Cavanna - Károly Palotai - Pat Partridge - Adolf Prokop - Nicolae Rainea - Francis Rion - Clive Thomas - Robert Wurtz |

### Reglas
Los dieciséis equipos que participaron en la fase final se dividieron en cuatro grupos de cuatro equipos cada uno. Dentro de cada grupo se enfrentaron una vez entre sí por el sistema de todos contra todos. Según el resultado de cada partido se otorgan dos puntos al ganador y un punto a cada equipo en caso de empate. Pasaron a la siguiente ronda los dos equipos de cada grupo mejor clasificados.
La segunda ronda comprendió otra fase de grupos, compuesta por dos grupos de cuatro equipos cada uno. El sistema fue el mismo que el de la fase anterior, pero el primero de cada grupo se clasificó para la final y el segundo, para el partido por el tercer puesto. El ganador de la final obtuvo la Copa Mundial.

## Equipos participantes
Para la fase final del torneo se clasificaron 16 de los 103 equipos que participaron en la etapa clasificatoria: tres por la Conmebol (contando a Argentina, que se clasificó directamente por ser el anfitrión), 10 por la UEFA (contando a Alemania Federal, que se clasificó directamente por ser el vigente campeón), 1 por la CAF, 1 por la Concacaf y uno por la AFC y OFC. De estos 16, 2 eran debutantes en la competición: Irán y Túnez.
El 14 de enero de 1978 se realizó el sorteo en el Centro Cultural General San Martín. Para el sorteo se determinaron cuatro cabezas de serie (las selecciones de Argentina, Brasil, Alemania Federal y los Países Bajos) a distribuirse en cuatro grupos: Argentina en el grupo 1, Alemania Federal en el grupo 2, Brasil en el grupo 3 y los Países Bajos en el 4.
En cursiva, los debutantes en la Copa Mundial de Fútbol:
| Clasificatorias | Clasificatorias | Clasificatorias | Clasificatorias | Clasificatorias | Clasificatorias |
| --------------- | --------------- | --------------- | --------------- | --------------- | --------------- |
| CAF             | AFC y OFC       | UEFA            | Concacaf        | Conmebol        |                 |

| Equipos participantes | Equipos participantes | Equipos participantes | Equipos participantes |
| --------------------- | --------------------- | --------------------- | --------------------- |
| Alemania Federal      | Escocia               | Irán                  | Perú                  |
| Argentina             | España                | Italia                | Polonia               |
| Austria               | Francia               | México                | Suecia                |
| Brasil                | Hungría               | Países Bajos          | Túnez                 |

### Sorteo
| Bombo 1                                                                                         | Bombo 2                   | Bombo 3                        | Bombo 4                    |
| ----------------------------------------------------------------------------------------------- | ------------------------- | ------------------------------ | -------------------------- |
| Argentina (Anfitrión) Alemania Federal (Campeón defensor) Países Bajos (Subcampeón 1974) Brasil | Italia Suecia México Perú | Escocia España Hungría Polonia | Austria Francia Irán Túnez |

## Apertura

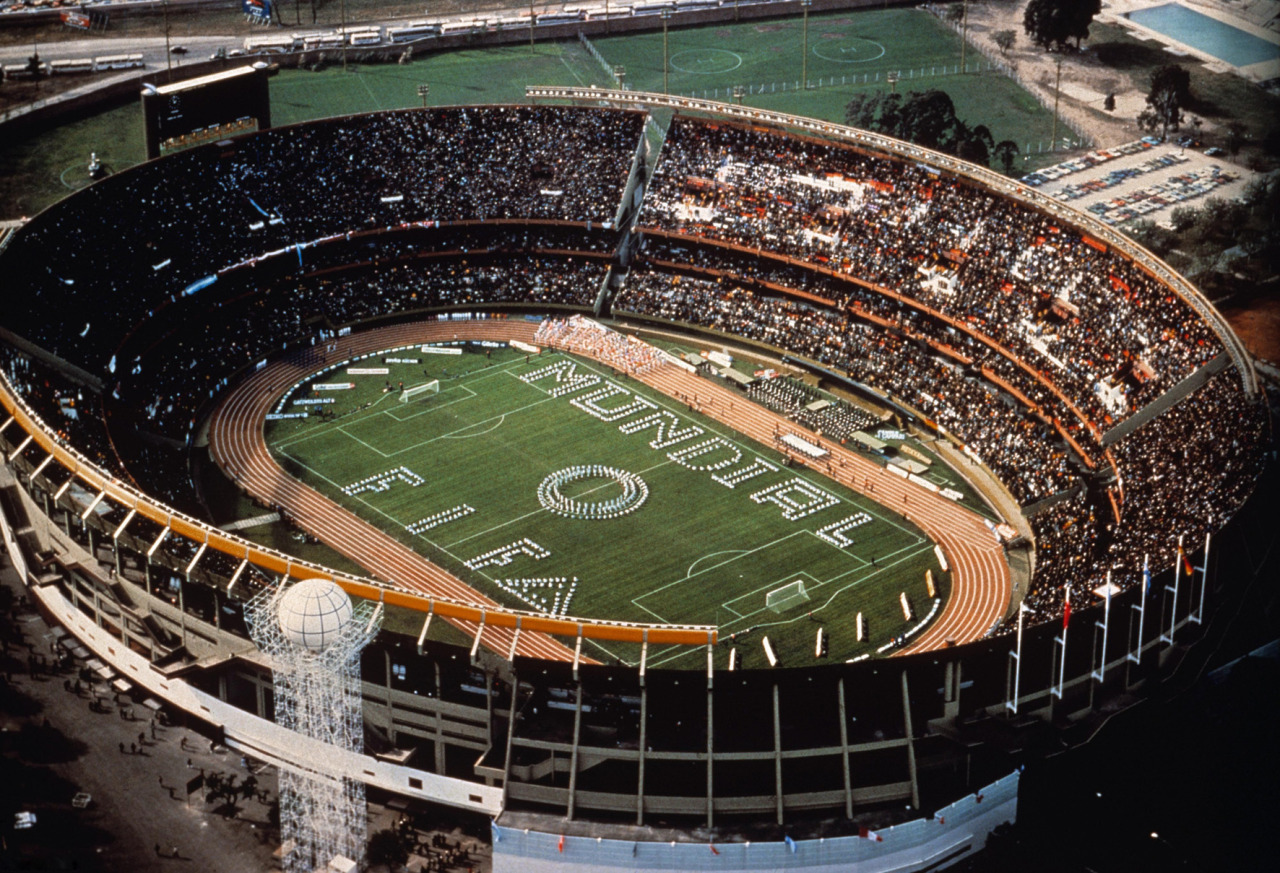
Ceremonia inaugural en el Monumental de Buenos Aires.

Tuvo lugar el jueves 1 de junio en el estadio Monumental del Club Atlético River Plate, comenzando a las 13:30 con una duración 75 minutos. Un solo jefe de Estado extranjero estuvo presente: el dictador boliviano Hugo Banzer.
La ceremonia se inició con una llamada al toque de clarín, característica del mundo militar, a la que le siguió una suelta de globos multicolores, celebradas con alegóricos disparos de cañón y campanas. Inmediatamente después comenzó a tocar la banda musical del Colegio Militar una serie de marchas militares, al ritmo de las cuales unos entre 1700 y 1800 adolescentes de 36 escuelas públicas y privadas de Buenos Aires, vestidos de blanco y celeste, organizados en pelotones de estilo militar, realizaron ejercicios gimnástico y representaron a los dieciséis países presentes en la competencia, así como las banderas de todos los países afiliados a la FIFA, durante unos 40 minutos. Una las responsables del espectáculo, la profesora Beatriz Marty de Zamparolo, contó en un reportaje que:

Todo estaba cronometrado al extremo. 120 pasos por minuto, 160 trotes por minuto y un acorde por segundo para tomar posiciones. Así se pudo hacer todo en los 52 minutos y medio que nos habían asignado.

Las demostraciones atléticas finalizaron cuando los jóvenes se reunieron en el centro del campo de juego para formar con sus cuerpos el logo del Mundial 78, momento en el cual la banda militar ejecutó el himno nacional argentino. Luego hablaron el presidente de la AFA, Alfredo Francisco Cantilo, el presidente de la FIFA, João Havelange y el presidente y dictador de Argentina, el por entonces general Jorge Rafael Videla. Los tres funcionarios pusieron el acento en la paz. El acto de apertura con la banda musical interpretando la canción oficial del Mundial, compuesta por el célebre compositor italiano Ennio Morricone.

## Resultados
- Los horarios corresponden a la hora de Argentina (CEST; UTC–03:00)

Leyenda: Pts: Puntos; PJ: Partidos jugados; PG: Partidos ganados; PE: Partidos empatados; PP: Partidos perdidos; GF: Goles a favor; GC: Goles en contra; Dif: Diferencia de goles.

### Primera fase

#### Grupo 1
| Selección | Pts. | PJ | PG | PE | PP | GF | GC | Dif. |
| --------- | ---- | -- | -- | -- | -- | -- | -- | ---- |
| Italia    | 6    | 3  | 3  | 0  | 0  | 6  | 2  | 4    |
| Argentina | 4    | 3  | 2  | 0  | 1  | 4  | 3  | 1    |
| Francia   | 2    | 3  | 1  | 0  | 2  | 5  | 5  | 0    |
| Hungría   | 0    | 3  | 0  | 0  | 3  | 3  | 8  | –5   |

| 2 de junio, 13:45 | Italia                     | 2:1 (1:1) | Francia    | Estadio Mundialista, Mar del Plata                         |                                                            |
|                   | Rossi 29' · Zaccarelli 52' | Reporte   | Lacombe 1' | Asistencia: 42 373 espectadores Árbitro(s): Nicolae Rainea | Asistencia: 42 373 espectadores Árbitro(s): Nicolae Rainea |

| 2 de junio, 19:15 | Argentina               | 2:1 (1:1) | Hungría   | Estadio Monumental, Buenos Aires                            |                                                             |
|                   | Luque 15' · Bertoni 83' | Reporte   | Csapó 10' | Asistencia: 71 615 espectadores Árbitro(s): Antonio Garrido | Asistencia: 71 615 espectadores Árbitro(s): Antonio Garrido |

| 6 de junio, 13:45 | Italia                                | 3:1 (2:0) | Hungría         | Estadio Mundialista, Mar del Plata                        |                                                           |
|                   | Rossi 34' · Bettega 36' · Benetti 60' | Reporte   | Tóth 81' (pen.) | Asistencia: 26 533 espectadores Árbitro(s): Ramón Barreto | Asistencia: 26 533 espectadores Árbitro(s): Ramón Barreto |

| 6 de junio, 19:15 | Argentina                         | 2:1 (1:0) | Francia     | Estadio Monumental, Buenos Aires                        |                                                         |
|                   | Passarella 45' (pen.) · Luque 73' | Reporte   | Platini 60' | Asistencia: 71 666 espectadores Árbitro(s): Jean Dubach | Asistencia: 71 666 espectadores Árbitro(s): Jean Dubach |

| 10 de junio, 15:10 | Francia                                 | 3:1 (3:1) | Hungría     | Estadio Mundialista, Mar del Plata                         |                                                            |
| | Lopez 22' · Berdoll 37' · Rocheteau 42' | Reporte   | Zombori 41' | Asistencia: 23 127 espectadores Árbitro(s): Arnaldo Coelho | Asistencia: 23 127 espectadores Árbitro(s): Arnaldo Coelho |
| La selección de Francia se presentó al partido con la camiseta de Kimberley debido a que ambas selecciones llegaron con sus camisetas alternas blancas. |                                         |           |             |                                                            |                                                            |

| 10 de junio, 19:15 | Italia      | 1:0 (0:0) | Argentina | Estadio Monumental, Buenos Aires                          |                                                           |
|                    | Bettega 67' | Reporte   |           | Asistencia: 71 712 espectadores Árbitro(s): Abraham Klein | Asistencia: 71 712 espectadores Árbitro(s): Abraham Klein |

#### Grupo 2
| Selección        | Pts. | PJ | PG | PE | PP | GF | GC | Dif. |
| ---------------- | ---- | -- | -- | -- | -- | -- | -- | ---- |
| Polonia          | 5    | 3  | 2  | 1  | 0  | 4  | 1  | 3    |
| Alemania Federal | 4    | 3  | 1  | 2  | 0  | 6  | 0  | 6    |
| Túnez            | 3    | 3  | 1  | 1  | 1  | 3  | 2  | 1    |
| México           | 0    | 3  | 0  | 0  | 3  | 2  | 12 | –10  |

| 1 de junio, 15:00 | Alemania Federal | 0:0     | Polonia | Estadio Monumental, Buenos Aires                           |                                                            |
|                   |                  | Reporte |         | Asistencia: 67 579 espectadores Árbitro(s): Ángel Coerezza | Asistencia: 67 579 espectadores Árbitro(s): Ángel Coerezza |

| 2 de junio, 16:45                                    | Túnez                                  | 3:1 (0:1) | México             | Estadio Rosario Central, Rosario                        |                                                         |
|                                                      | Kaabi 55' · Ghommidh 79' · Dhouieb 87' | Reporte   | Vázquez 45' (pen.) | Asistencia: 17 396 espectadores Árbitro(s): John Gordon | Asistencia: 17 396 espectadores Árbitro(s): John Gordon |
| Primera victoria de un equipo africano en mundiales. |                                        |           |                    |                                                         |                                                         |

| 6 de junio, 16:45 | Alemania Federal                                                     | 6:0 (4:0) | México | Estadio Córdoba, Córdoba                                 |                                                          |
|                   | D. Müller 15' · H. Müller 30' · Rummenigge 38', 73' · Flohe 44', 89' | Reporte   |        | Asistencia: 35 258 espectadores Árbitro(s): Farouk Bouzo | Asistencia: 35 258 espectadores Árbitro(s): Farouk Bouzo |

| 6 de junio, 16:45 | Polonia  | 1:0 (1:0) | Túnez | Estadio Rosario Central, Rosario                                 |                                                                  |
|                   | Lato 43' | Reporte   |       | Asistencia: 9 624 espectadores Árbitro(s): Ángel Franco Martínez | Asistencia: 9 624 espectadores Árbitro(s): Ángel Franco Martínez |

| 10 de junio, 16:45 | Alemania Federal | 0:0     | Túnez | Estadio Córdoba, Córdoba                                 |                                                          |
|                    |                  | Reporte |       | Asistencia: 30 667 espectadores Árbitro(s): César Orozco | Asistencia: 30 667 espectadores Árbitro(s): César Orozco |

| 10 de junio, 16:45 | Polonia                     | 3:1 (1:0) | México     | Estadio Rosario Central, Rosario                         |                                                          |
|                    | Boniek 43', 84' · Deyna 56' | Reporte   | Rangel 52' | Asistencia: 22 651 espectadores Árbitro(s): Jafar Namdar | Asistencia: 22 651 espectadores Árbitro(s): Jafar Namdar |

#### Grupo 3
| Selección | Pts. | PJ | PG | PE | PP | GF | GC | Dif. |
| --------- | ---- | -- | -- | -- | -- | -- | -- | ---- |
| Austria   | 4    | 3  | 2  | 0  | 1  | 3  | 2  | 1    |
| Brasil    | 4    | 3  | 1  | 2  | 0  | 2  | 1  | 1    |
| España    | 3    | 3  | 1  | 1  | 1  | 2  | 2  | 0    |
| Suecia    | 1    | 3  | 0  | 1  | 2  | 1  | 3  | –2   |

| 3 de junio, 13:45 | Austria                   | 2:1 (1:1) | España   | Estadio José Amalfitani, Buenos Aires                      |                                                            |
|                   | Schachner 9' · Krankl 76' | Reporte   | Dani 21' | Asistencia: 40 841 espectadores Árbitro(s): Károly Palotai | Asistencia: 40 841 espectadores Árbitro(s): Károly Palotai |

| 3 de junio, 13:45 | Suecia      | 1:1 (1:1) | Brasil       | Estadio Mundialista, Mar del Plata                       |                                                          |
|                   | Sjöberg 37' | Reporte   | Reinaldo 45' | Asistencia: 32 569 espectadores Árbitro(s): Clive Thomas | Asistencia: 32 569 espectadores Árbitro(s): Clive Thomas |

| 7 de junio, 13:45 | Austria           | 1:0 (1:0) | Suecia | Estadio José Amalfitani, Buenos Aires                      |                                                            |
|                   | Krankl 42' (pen.) | Reporte   |        | Asistencia: 41 424 espectadores Árbitro(s): Charles Corver | Asistencia: 41 424 espectadores Árbitro(s): Charles Corver |

| 7 de junio, 13:45 | Brasil | 0:0     | España | Estadio Mundialista, Mar del Plata                         |                                                            |
|                   |        | Reporte |        | Asistencia: 34 771 espectadores Árbitro(s): Sergio Gonella | Asistencia: 34 771 espectadores Árbitro(s): Sergio Gonella |

| 11 de junio, 13:45 | España     | 1:0 (0:0) | Suecia | Estadio José Amalfitani, Buenos Aires                         |                                                               |
|                    | Asensi 75' | Reporte   |        | Asistencia: 42 132 espectadores Árbitro(s): Ferdinand Biwersi | Asistencia: 42 132 espectadores Árbitro(s): Ferdinand Biwersi |

| 11 de junio, 13:45 | Brasil               | 1:0 (1:0) | Austria | Estadio Mundialista, Mar del Plata                       |                                                          |
|                    | Roberto Dinamite 40' | Reporte   |         | Asistencia: 35 221 espectadores Árbitro(s): Robert Wurtz | Asistencia: 35 221 espectadores Árbitro(s): Robert Wurtz |

#### Grupo 4
| Selección    | Pts. | PJ | PG | PE | PP | GF | GC | Dif. |
| ------------ | ---- | -- | -- | -- | -- | -- | -- | ---- |
| Perú         | 5    | 3  | 2  | 1  | 0  | 7  | 2  | 5    |
| Países Bajos | 3    | 3  | 1  | 1  | 1  | 5  | 3  | 2    |
| Escocia      | 3    | 3  | 1  | 1  | 1  | 5  | 6  | –1   |
| Irán         | 1    | 3  | 0  | 1  | 2  | 2  | 8  | –6   |

| 3 de junio, 16:45 | Perú                          | 3:1 (1:1) | Escocia    | Estadio Córdoba, Córdoba                                 |                                                          |
|                   | Cueto 43' · Cubillas 72', 77' | Reporte   | Jordan 14' | Asistencia: 37 927 espectadores Árbitro(s): Ulf Eriksson | Asistencia: 37 927 espectadores Árbitro(s): Ulf Eriksson |

| 3 de junio, 16:45           | Países Bajos                          | 3:0 (1:0) | Irán | Estadio Ciudad de Mendoza, Mendoza                                     |                                                                        |
|                             | Rensenbrink 40' (pen.) 62' 79' (pen.) | Reporte   |      | Asistencia: 33 431 espectadores Árbitro(s): Alfonso González Archundia | Asistencia: 33 431 espectadores Árbitro(s): Alfonso González Archundia |
| Debut de Irán en mundiales. |                                       |           |      |                                                                        |                                                                        |

| 7 de junio, 16:45                                         | Escocia                | 1:1 (1:0) | Irán           | Estadio Córdoba, Córdoba                                   |                                                            |
|                                                           | Eskandarian 43' (a.g.) | Reporte   | Danaeifard 60' | Asistencia: 7 938 espectadores Árbitro(s): Youssou N'Diaye | Asistencia: 7 938 espectadores Árbitro(s): Youssou N'Diaye |
| Iraj Danaeifard anotó el primer gol de Irán en mundiales. |                        |           |                |                                                            |                                                            |

| 7 de junio, 16:45 | Países Bajos | 0:0     | Perú | Estadio Ciudad de Mendoza, Mendoza                       |                                                          |
|                   |              | Reporte |      | Asistencia: 28 125 espectadores Árbitro(s): Adolf Prokop | Asistencia: 28 125 espectadores Árbitro(s): Adolf Prokop |

| 11 de junio, 16:45 | Perú                                              | 4:1 (3:1) | Irán        | Estadio Córdoba, Córdoba                                  |                                                           |
|                    | Velásquez 2' · Cubillas 36' (pen.) 39' (pen.) 79' | Reporte   | Rowshan 41' | Asistencia: 21 262 espectadores Árbitro(s): Alojzy Jarguz | Asistencia: 21 262 espectadores Árbitro(s): Alojzy Jarguz |

| 11 de junio, 16:45                                                        | Escocia                               | 3:2 (1:1) | Países Bajos                     | Estadio Ciudad de Mendoza, Mendoza                         |                                                            |
|                                                                           | Dalglish 44' · Gemmill 47' (pen.) 68' | Reporte   | Rensenbrink 34' (pen.) · Rep 71' | Asistencia: 35 130 espectadores Árbitro(s): Erich Linemayr | Asistencia: 35 130 espectadores Árbitro(s): Erich Linemayr |
| Rob Rensenbrink marca el gol número 1000 en la historia de los mundiales. |                                       |           |                                  |                                                            |                                                            |

### Segunda fase

#### Grupo A
Alemania Federal había clasificado a la segunda fase de grupos tras obtener el segundo puesto del grupo 2, detrás de Polonia; mientras que los Países Bajos también habían obtenido la segunda posición del grupo 4 tras Perú. Tanto Italia como Austria habían conseguido el primer puesto del grupo 1 y grupo 3, respectivamente. Las sedes de este grupo fueron Buenos Aires y Córdoba.
El primer partido enfrentó a Italia y Alemania Federal. Era un partido entre dos selecciones importantes, Italia había ganado el grupo 1 en el que también competía otro cabeza de serie, Argentina, mientras que Alemania Federal había sido campeón en el Mundial anterior. El partido, disputado en Buenos Aires, finalizó con un empate sin goles. Distinto fue el encuentro entre Austria y los Países Bajos, en el que la Naranja goleó 5:1 en Córdoba.
La segunda tanda de partidos comenzó a definir el grupo. El triunfo de Italia 1:0 sobre Austria y el empate 2:2 entre Alemania Federal y los Países Bajos dejaron el grupo con dos líderes: los neerlandeses y los italianos tenían 3 puntos y el próximo partido definiría el líder y el pase a la final. Sin embargo, Alemania Federal también tenía posibilidades ya que un triunfo por muchos goles y un empate entre los punteros le podría permitir llegar a la última instancia por diferencia de gol. Pero la derrota 3:2 frente Austria la relegó a un tercer puesto. El grupo se definió en el Estadio Monumental, en Buenos Aires, cuando el triunfo neerlandés le dio un lugar en la final.
| Selección        | Pts. | PJ | PG | PE | PP | GF | GC | Dif. |
| ---------------- | ---- | -- | -- | -- | -- | -- | -- | ---- |
| Países Bajos     | 5    | 3  | 2  | 1  | 0  | 9  | 4  | 5    |
| Italia           | 3    | 3  | 1  | 1  | 1  | 2  | 2  | 0    |
| Alemania Federal | 2    | 3  | 0  | 2  | 1  | 4  | 5  | –1   |
| Austria          | 2    | 3  | 1  | 0  | 2  | 4  | 8  | –4   |

| 14 de junio, 13:45 | Países Bajos                                                            | 5:1 (3:0) | Austria       | Estadio Córdoba, Córdoba                                |                                                         |
|                    | Brandts 6' · Rensenbrink 35' (pen.) · Rep 36', 53' · van de Kerkhof 82' | Reporte   | Obermayer 79' | Asistencia: 25 050 espectadores Árbitro(s): John Gordon | Asistencia: 25 050 espectadores Árbitro(s): John Gordon |

| 14 de junio, 13:45 | Alemania Federal | 0:0     | Italia | Estadio Monumental, Buenos Aires                             |                                                              |
|                    |                  | Reporte |        | Asistencia: 67 547 espectadores Árbitro(s): Dusan Maksimovic | Asistencia: 67 547 espectadores Árbitro(s): Dusan Maksimovic |

| 18 de junio, 16:45 | Alemania Federal             | 2:2 (1:1) | Países Bajos                  | Estadio Córdoba, Córdoba                                  |                                                           |
|                    | Abramczik 3' · D. Müller 70' | Reporte   | Haan 27' · van de Kerkhof 84' | Asistencia: 40 750 espectadores Árbitro(s): Ramón Barreto | Asistencia: 40 750 espectadores Árbitro(s): Ramón Barreto |

| 18 de junio, 16:45 | Italia    | 1:0 (1:0) | Austria | Estadio Monumental, Buenos Aires                         |                                                          |
|                    | Rossi 14' | Reporte   |         | Asistencia: 66 695 espectadores Árbitro(s): Francis Rion | Asistencia: 66 695 espectadores Árbitro(s): Francis Rion |

| 21 de junio, 13:45 | Austria                            | 3:2 (0:1) | Alemania Federal                | Estadio Córdoba, Córdoba                                  |                                                           |
|                    | Vogts 59' (a.g.) · Krankl 66', 87' | Reporte   | Rummenigge 19' · Hölzenbein 72' | Asistencia: 38 318 espectadores Árbitro(s): Abraham Klein | Asistencia: 38 318 espectadores Árbitro(s): Abraham Klein |

| 21 de junio, 13:45 | Países Bajos           | 2:1 (0:1) | Italia             | Estadio Monumental, Buenos Aires                                  |                                                                   |
|                    | Brandts 50' · Haan 75' | Reporte   | Brandts 18' (a.g.) | Asistencia: 67 433 espectadores Árbitro(s): Ángel Franco Martínez | Asistencia: 67 433 espectadores Árbitro(s): Ángel Franco Martínez |

#### Grupo B
Argentina había clasificado a la segunda fase de grupos tras obtener el segundo puesto del grupo 1, detrás de Italia; mientras que Brasil también había obtenido la segunda posición del grupo 3 tras Austria. Tanto Perú como Polonia habían conseguido el primer puesto del grupo 4 y grupo 2, respectivamente. Las sedes de este grupo fueron Mendoza y Rosario.
El primer partido enfrentó a Brasil y Perú, finalizando con una victoria de los brasileños por 3:0. Argentina también venció a Polonia 2:0 en Rosario, con dos goles de Mario Kempes. El triunfo de Polonia sobre Perú por 1:0 y el empate sin goles entre Argentina y Brasil dejó un cierre de grupo en el que, a excepción de Perú, los otros tres equipos tenían posibilidades de acceder a la final. Argentina y Brasil llegaban al último partido con 3 puntos, aunque la verde-amarela tenía mayor diferencia de gol. Polonia, llegaba con 2 puntos pero con posibilidades de ganar el grupo si, tras su triunfo, Argentina perdía o empataba sin superarla en la diferencia de gol.
Los partidos no se jugaron a la misma hora, sino que primero jugaron Brasil y Polonia a las 16:45, mientras que Argentina y Perú lo hicieron más tarde, a las 19:15. Brasil ganó su partido por 3:1, con dos goles de Roberto Dinamite y uno de Nelinho. Con este resultado terminaba con 5 puntos y +5 de diferencia de gol. Argentina debía, para llegar a la final, ganar su partido con una ventaja de 4 goles más que su rival, ya que tenía una diferencia de gol de +2. Los locales lograron imponerse a Perú (único de los grupos ya eliminado en el segundo partido) por 6:0 y clasificarse así a la final.
| Selección | Pts. | PJ | PG | PE | PP | GF | GC | Dif. |
| --------- | ---- | -- | -- | -- | -- | -- | -- | ---- |
| Argentina | 5    | 3  | 2  | 1  | 0  | 8  | 0  | 8    |
| Brasil    | 5    | 3  | 2  | 1  | 0  | 6  | 1  | 5    |
| Polonia   | 2    | 3  | 1  | 0  | 2  | 2  | 5  | –3   |
| Perú      | 0    | 3  | 0  | 0  | 3  | 0  | 10 | –10  |

| 14 de junio, 16:45 | Brasil                            | 3:0 (2:0) | Perú | Estadio Ciudad de Mendoza, Mendoza                         |                                                            |
|                    | Dirceu 15', 28' · Zico 73' (pen.) | Reporte   |      | Asistencia: 31 278 espectadores Árbitro(s): Nicolae Rainea | Asistencia: 31 278 espectadores Árbitro(s): Nicolae Rainea |

| 14 de junio, 19:15 | Argentina       | 2:0 (1:0) | Polonia | Estadio Rosario Central, Rosario                         |                                                          |
|                    | Kempes 16', 71' | Reporte   |         | Asistencia: 37 091 espectadores Árbitro(s): Ulf Eriksson | Asistencia: 37 091 espectadores Árbitro(s): Ulf Eriksson |

| 18 de junio, 13:15 | Polonia      | 1:0 (0:0) | Perú | Estadio Ciudad de Mendoza, Mendoza                            |                                                               |
|                    | Szarmach 65' | Reporte   |      | Asistencia: 35 288 espectadores Árbitro(s): Patrick Partridge | Asistencia: 35 288 espectadores Árbitro(s): Patrick Partridge |

| 18 de junio, 19:15 | Argentina | 0:0     | Brasil | Estadio Rosario Central, Rosario                           |                                                            |
|                    |           | Reporte |        | Asistencia: 37 326 espectadores Árbitro(s): Károly Palotai | Asistencia: 37 326 espectadores Árbitro(s): Károly Palotai |

| 21 de junio, 16:45 | Brasil                                  | 3:1 (1:1) | Polonia  | Estadio Ciudad de Mendoza, Mendoza                                |                                                                   |
|                    | Nelinho 12' · Roberto Dinamite 57', 63' | Reporte   | Lato 45' | Asistencia: 39 586 espectadores Árbitro(s): Juan Silvagno Cavanna | Asistencia: 39 586 espectadores Árbitro(s): Juan Silvagno Cavanna |

| 21 de junio, 19:15             | Argentina                                                       | 6:0 (2:0) | Perú | Estadio Rosario Central, Rosario                         |                                                          |
|                                | Kempes 21', 46' · Tarantini 43' · Luque 50', 72' · Houseman 67' | Reporte   |      | Asistencia: 37 315 espectadores Árbitro(s): Robert Wurtz | Asistencia: 37 315 espectadores Árbitro(s): Robert Wurtz |
| Ver Argentina vs. Perú (1978). |                                                                 |           |      |                                                          |                                                          |

### Fase final
|  | Final                        |   |
|  |                              |   |
|  | 25 de junio − Buenos Aires   |   |
|  |                              |   |
|  | Países Bajos                 | 1 |
|  | Países Bajos                 | 1 |
|  | Argentina (t.s.)             | 3 |
|  | Argentina (t.s.)             | 3 |
|  |                              |   |
|  |                              |   |
|  |                              |   |
|  | Partido por el tercer puesto |   |
|  |                              |   |
|  | 24 de junio − Buenos Aires   |   |
|  |                              |   |
|  | Italia                       | 1 |
|  | Italia                       | 1 |
|  | Brasil                       | 2 |
|  | Brasil                       | 2 |

#### Tercer puesto
| 24 de junio, 15:00                                                                     | Brasil                   | 2:1 (0:1) | Italia     | Estadio Monumental, Buenos Aires                          |                                                           |
|                                                                                        | Nelinho 64' · Dirceu 72' | Reporte   | Causio 38' | Asistencia: 69 659 espectadores Árbitro(s): Abraham Klein | Asistencia: 69 659 espectadores Árbitro(s): Abraham Klein |
| Brasil es el primer país que queda en el tercer lugar sin haber perdido ni un partido. |                          |           |            |                                                           |                                                           |

#### Final
| 25 de junio, 15:00                                                       | Argentina                       | 3:1 (1:0, 1:1) (t. s.) | Países Bajos | Estadio Monumental, Buenos Aires                           |                                                            |
|                                                                          | Kempes 38', 105' · Bertoni 115' | Reporte                | Nanninga 81' | Asistencia: 71 483 espectadores Árbitro(s): Sergio Gonella | Asistencia: 71 483 espectadores Árbitro(s): Sergio Gonella |
| Argentina es el segundo país en ser campeón habiendo perdido un partido. |                                 |                        |              |                                                            |                                                            |

|                               |
| Bandera de Argentina          |
| Campeón Argentina 1.er título |

## Estadísticas finales
| Pos. | Equipo           | Pts | PJ | PG | PE | PP | GF | GC | Dif. | Rend.  |
| ---- | ---------------- | --- | -- | -- | -- | -- | -- | -- | ---- | ------ |
| 1    | Argentina        | 11  | 7  | 5  | 1  | 1  | 15 | 4  | +11  | 78,6 % |
| 2    | Países Bajos     | 8   | 7  | 3  | 2  | 2  | 15 | 10 | +5   | 57,1 % |
| 3    | Brasil           | 11  | 7  | 4  | 3  | 0  | 10 | 3  | +7   | 78,6 % |
| 4    | Italia           | 9   | 7  | 4  | 1  | 2  | 9  | 6  | +3   | 64,3 % |
| 5    | Polonia          | 7   | 6  | 3  | 1  | 2  | 6  | 6  | 0    | 58,3 % |
| 6    | Alemania Federal | 6   | 6  | 1  | 4  | 1  | 10 | 5  | +5   | 50,0 % |
| 7    | Austria          | 6   | 6  | 3  | 0  | 3  | 7  | 10 | –3   | 50,0 % |
| 8    | Perú             | 5   | 6  | 2  | 1  | 3  | 7  | 12 | –5   | 41,6 % |
| 9    | Túnez            | 3   | 3  | 1  | 1  | 1  | 3  | 2  | +1   | 50,0 % |
| 10   | España           | 3   | 3  | 1  | 1  | 1  | 2  | 2  | 0    | 50.0 % |
| 11   | Escocia          | 3   | 3  | 1  | 1  | 1  | 5  | 6  | –1   | 50,0 % |
| 12   | Francia          | 2   | 3  | 1  | 0  | 2  | 5  | 5  | 0    | 33,3 % |
| 13   | Suecia           | 1   | 3  | 0  | 1  | 2  | 1  | 3  | –2   | 16,6 % |
| 14   | Irán             | 1   | 3  | 0  | 1  | 2  | 2  | 8  | –6   | 16,6 % |
| 15   | Hungría          | 0   | 3  | 0  | 0  | 3  | 3  | 8  | –5   | 0,0 %  |
| 16   | México           | 0   | 3  | 0  | 0  | 3  | 2  | 12 | –10  | 0,0 %  |

## Premios y reconocimientos

### Goleador
| Jugador               | Selección        | Goles |
| --------------------- | ---------------- | ----- |
| Mario Kempes          | Argentina        | 6     |
| Teófilo Cubillas      | Perú             | 5     |
| Rob Rensenbrink       | Países Bajos     | 5     |
| Leopoldo Luque        | Argentina        | 4     |
| Hans Krankl           | Austria          | 4     |
| Johnny Rep            | Países Bajos     | 3     |
| Karl-Heinz Rummenigge | Alemania Federal | 3     |
| Roberto Dinamite      | Brasil           | 3     |
| Dirceu                | Brasil           | 3     |
| Paolo Rossi           | Italia           | 3     |

### Bota de oro
En esta edición del torneo, el máximo goleador fue el argentino Mario Kempes al convertir 6 tantos. El segundo y tercer lugar fueron para el peruano Teófilo Cubillas y el neerlandés Rob Rensenbrink, respectivamente. Estos dos jugadores, quedaron igualados en la cantidad de goles y asistencias, pero el peruano obtuvo el segundo puesto ya que jugó la menor cantidad de minutos.
| Jugador          | Selección    | GF | AST | MINP |
| ---------------- | ------------ | -- | --- | ---- |
| Mario Kempes     | Argentina    | 6  | 0   | 540  |
| Teófilo Cubillas | Perú         | 5  | 0   | 540  |
| Rob Rensenbrink  | Países Bajos | 5  | 0   | 660  |

### Otros premios
La selección de fútbol de Argentina recibió el Premio FIFA al Juego Limpio por ser la selección con menor número de amonestaciones durante el torneo. El italiano Antonio Cabrini, fue reconocido como el mejor jugador joven del torneo, aunque no recibió premio alguno.

## Símbolos

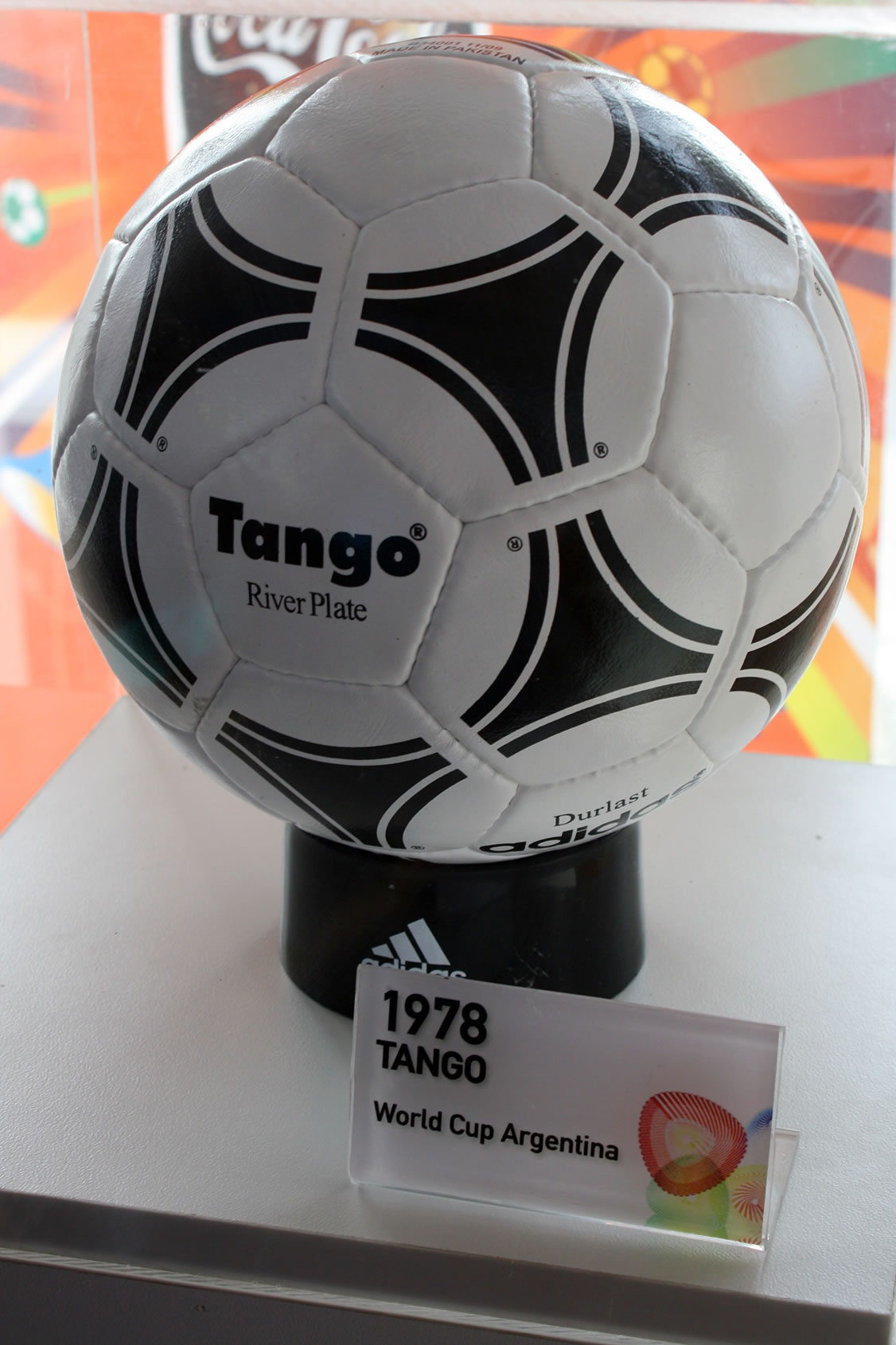
Adidas Tango, el balón oficial

### Mascota
La mascota de este mundial fue Gauchito, que fue diseñado gráficamente por Néstor Córdoba, de los estudios de Manuel García Ferré. La mascota se basaba en el estereotipo de la imagen del gaucho argentino. Era un niño con sombrero de gaucho, pañuelo al cuello, rastra a la cintura, y un talero en la mano, vestido con la camiseta blanca con franjas celestes verticales de la selección argentina, pantalón corto negro, medias blancas con franjas celestes horizontales y botas de fútbol. Curiosamente, todo el equipo era de la marca Puma.

### Balón
El balón de la Copa del Mundo fue el Adidas Tango. La pelota estaba compuesta por veinte paneles que creaban la impresión óptica de doce círculos idénticos, y fue diseñada para resistir mejor condiciones climáticas adversas, como la lluvia. Su diseño fue la base de las pelotas de los cinco mundiales siguientes: Adidas Tango España, Adidas Azteca, Adidas Etrusco Único, Adidas Questra y Adidas Tricolore.

### Melodía oficial y temas relacionados
El tema oficial se llamó «El Mundial» y fue compuesto por Ennio Morricone, compositor de la música para películas, en particular bandas sonoras de películas de cowboys spaghetti. El tema es una marcha festiva, basada en una melodía pegadiza y alegre, que casi no tiene letra, salvo una breve convocatoria al inicio que dice «Argentina, aquí el Mundial». La composición de Morricone ha recibido críticas diversas, desde quienes piensan que es una melodía «inolvidable», hasta quienes consideran que es un tema compuesto por Morricone «en piloto automático», que nunca ganó el alma del público.
Sin perjuicio del «himno oficial», otra canción fue intensamente difundida para el Mundial 78, desde un punto de vista más propagandístico del Gobierno militar. Se tituló «25 millones de argentinos» y fue compuesta por Martín Darré. La letra tenía un sentido político, convocando a la totalidad de la población argentina, que en ese momento era de veinticinco millones de personas, a «jugar el Mundial».

### Emblema
Dos brazos estilizados en alto que forman —cada uno— una bandera argentina sosteniendo en el medio una pelota de fútbol. Dando la impresión a la vista —al mismo tiempo— de ser una persona levantando sus brazos. Y, debajo, en letras negras Helvética decía Argentina '78.
Este emblema fue creado por el artista argentino Leonardo Buschi.

### Póster
El EAM78 organizó un concurso para elegir el póster oficial del mundial. El ganador fue Eduardo López y representa el momento máximo del fútbol el festejo de un gol representado por dos jugadores que se abrazan. El jurado del concurso estuvo integrado por los artistas argentinos: Juan Distéfano, Ary Brizzi y Roberto Páez.

## Controversias

### Dictadura, terrorismo de Estado y deporte
La FIFA había elegido a la Argentina como sede de la Copa Mundial el 6 de julio de 1966, pocos días después de que se instalara en el poder la dictadura de Onganía. Dos años antes del torneo, el 24 de marzo de 1976, el gobierno constitucional de la presidenta María Estela Martínez de Perón fue derrocado por un golpe de Estado cívico-militar que implantó un régimen de terrorismo de Estado liderado por una junta militar encabezada por el dictador Jorge Rafael Videla, que causó la desaparición forzada de miles de personas, tortura, ejecución ilegal de los opositores, así como el secuestro y supresión de la identidad de cientos de niños, al punto de ser considerado un genocidio.
Desde el día que tomó el poder, la dictadura dio máxima prioridad a la organización de la Copa del Mundo, con el fin de utilizarlo para obtener apoyo internacional y encubrir las violaciones masivas de derechos humanos. Dentro de la dictadura se produjo una feroz confrontación entre el Ejército y la Marina para controlar la organización del Mundial, durante la que incluso fue asesinado el general Omar Actis, existiendo fuertes sospechas de que el crimen fue instigado por su sucesor, el marino Carlos Alberto Lacoste.
Las denuncias sobre las masivas violaciones a los derechos humanos que estaba cometiendo la dictadura, llevó a que se generara un movimiento internacional para evitar que la Copa Mundial se realizara. El partido Laborista de los Países Bajos lideró el movimiento, pero el rey Bernardo de Lippe-Biesterfeld decidió que participaran en la Copa Mundial. Inicialmente las selecciones de Holanda y Francia se habían inclinado por apoyar la no realización de la Copa Mundial, pero el movimiento se debilitó y finalmente solo algunos jugadores participaron a título individual de los actos de denuncia del régimen terrorista. En este caso, es interesante el relato del periodista argentino Macaya Márquez sobre lo tan informados que estaban los corresponsales que venían del exterior:

Estaba hablando con él [con un periodista holandés] y de fondo se escuchaban los tiros del club Tiro Federal, que está enfrente del estadio de River. Bang bang, se escuchaba. Y él me dijo '¡están matando gente!'. Yo le decía que no, que cómo iban a matar gente. Lo cierto es que ellos -los periodistas extranjeros- estaban más anoticiados de algunas cosas que nosotros. No sabíamos que había gente presa, torturada, y ellos de afuera tenían ciertas noticias. Venían con precauciones, con un ojo en la pelota y otro en el golpe de Estado.

El entonces presidente de la FIFA, João Havelange, sospechado de recibir sobornos del gobierno argentino y tener negocios ilegales con el capitán Lacoste, jefe de la organización de la Copa del Mundo, desempeñó un papel crucial en la confirmación de Argentina como sede de la Copa, afirmando que: "Argentina está ahora más apta que nunca para ser la sede del torneo". Este apoyo de la FIFA resultó decisivo.
Años después, varios de los integrantes de la selección argentina expresaron su pesar por haber sido usados para encubrir delitos de lesa humanidad. Entre ellos Ricardo Villa dijo que:

Nos usaron para tapar las 30 000 desapariciones. Me siento engañado y asumo mi responsabilidad individual: yo era un boludo que no veía más allá de la pelota.
Ricardo Villa.

Por su parte Osvaldo Ardiles dijo:

Duele saber que fuimos un elemento de distracción.
Osvaldo Ardiles.

También Ubaldo Fillol dijo:

Había un poco de gente que sabía lo que pasaba. Hoy me da miedo, pero en aquel momento me reía. Me podría haber pasado cualquier cosa, tranquilamente, pero gracias a Dios no me pasó.
Ubaldo Fillol.

### Corrupción y terror
La organización de la Copa del Mundo estuvo a cargo del Ente Autárquico Mundial '78 (EAM'78). El organismo fue creado en 1976 por la dictadura militar que ese año había tomado el poder y fue dirigido inicialmente por el general Omar Actis hasta que fue ejecutado por un grupo de encapuchados, por lo que terminó siendo organizada por el almirante Carlos Alberto Lacoste. Lacoste tenía una fuerte confrontación económica con Actis y existen sospechas que fue el instigador de su asesinato. Lacoste sería designado también vicepresidente de la FIFA y encargado de la Comisión de Finanzas, apoyado por el histórico dirigente del fútbol brasileño y mundial João Havelange. Havelange y Lacoste también fueron denunciados por ser socios en el tráfico ilegal de armas.
La gestión de Lacoste ha sido caracterizada como "mafiosa", "dictatorial", y "corrupta". Para gestionar el EAM'78, la dictadura aprobó el Decreto 1261/77, eximiendo al EAM'78 de la obligación de llevar registros de su gestión, razón por la cual nunca presentó un balance. Aun así, la dictadura y la FIFA declararon que la Argentina gastó 517 millones de dólares, más del cuádruple del costo declarado por España para la organización del Mundial de 1982, pero según el diario Clarín la suma llegó a 700 millones de dólares. Tras la vuelta de la democracia en Argentina, Lacoste fue procesado por enriquecimiento ilícito, debido al aumento de su patrimonio en un 443% entre 1977 y 1979. El empresario y exsecretario de Hacienda, Juan Alemann, denunció en 1982 -aun en plena dictadura- que el vicealmirante Carlos Alberto Lacoste había "dilapidado dinero" y que no había presentado la liquidación final del Ente Autárquico Mundial '78. También acusó a Lacoste de haber sido el autor intelectual de un atentado con un artefacto explosivo en el domicilio de Alemann, cuando el 21 de junio de 1978, en el preciso momento en el que la Argentina marcaba el cuarto gol contra Perú que le daba el pase a la final, estalló una bomba en la casa del entonces secretario de Hacienda Juan Alemann, uno de los funcionarios de la dictadura que más se había enfrentado con la Marina -liderada por Eduardo Massera- y Lacoste, por los sobreprecios en la organización del torneo. Alemann culpó del atentado al propio Massera:

Pusieron una bomba en mi casa, justo en el momento del cuarto gol de Argentina con Perú. Al fondo de este operativo se admitía que estaba diseñado para hacer cuatro goles, que era lo que Argentina necesitaba para clasificarse. Si no hubieran metido cuatro goles se hubiera ido con la bomba a su casa... Y esto un poco es esta rara personalidad de Massera, que se creía omnipotente, ponía bombas, mandaba asesinar gente, pero más allá de todo lo que fue la lucha antisubversiva.
Juan Alemann.

Ya en democracia la Cámara Federal de Buenos Aires consideró que Carlos Alberto Lacoste nunca suministró explicaciones suficientes y satisfactorias sobre cómo su patrimonio económico haya podido incrementar en un total de 443 % entre los años 1977 y 1979, tal como denunció la fiscalía nacional en 1984. Fue además procesado por administración fraudulenta como funcionario público.

### Boicot y la supuesta «campaña antiargentina»
Diversas organizaciones de derechos humanos llevaron adelante, en ocasión del Mundial, campañas de denuncia contra la dictadura argentina por la violación sistemática de derechos humanos. Amnistía Internacional realizó una campaña contra el Mundial cuyo lema era «Fútbol sí, torturas no». Entre las campañas se destacó el llamado a boicotear el Mundial 78, que se inició en Francia.
El rechazo ante la realización de la Copa del Mundo en un país que estaba llevando adelante una represión sistemática en la línea del terrorismo de Estado, alcanzó en Francia una importante adhesión, debido en parte a los 22 ciudadanos franceses desaparecidos en la Argentina, entre ellos el escándalo por el caso de las "monjas francesas" Alice Domon y Léonie Duquet. Uno de los primeros en promover un boicot contra el Mundial de Argentina fue el artista y activista de derechos humanos polaco y ciudadano francés Marek Halter. A fines de 1977, se formó el Comité de Boicot contra el Mundial de Fútbol en Argentina (COBA), presidido por el periodista francés Francois Geze e integrado por cuarenta personas, de las cuales siete eran argentinas. El COBA fue impulsado principalmente por tres organizaciones francesas: el Comité de Apoyo a las Luchas del Pueblo Argentino (CALPA), el grupo Ecole Emancipée, de acción sindical docente, y la ONG Quel Corps?, crítica del deporte mercantilizado. El lema de la campaña fue "No al fútbol entre los campos de concentración".
Los organizadores publicaron un periódico titulado L'Epique, parodiando el popular periódico deportivo L'Équipe, utilizando el humor negro con titulares como "Vea el mundial en Videlacolor" (Regardez le mundial en Videlacolor), o "Argentina 78: la masacre continúa... Lugar para el fútbol" (Argentina 78: le massacre continue... Place au foot!). El periódico vendió 120 000 ejemplares entre enero y junio de 1978.
En total se crearon más de 200 comités locales en todo el país, que difundieron la situación en Argentina y lograron la adhesión de 150 000 personas, incluyendo personalidades, como Yves Montand, Catherine Deneuve, Michel Piccoli. Los actos incluían partidos de fútbol en plazas públicas, interrumpidos para realizar dramatizaciones de torturas y asesinatos. Los afiches mostraban al Gauchito amordazado, o la pelota entre alambres de púas. La campaña francesa logró instalar en la agenda nacional las violaciones de derechos humanos en Argentina, al punto que los jugadores del seleccionado francés debieron explicar a la opinión pública las razones por las que Francia había decidido participar.
En febrero de 1978 representantes de organizaciones de derechos humanos de Alemania Federal, Dinamarca, España, Holanda, Suiza y Suecia, viajaron a París para coordinar las acciones de boicot con el COBA. La reunión produjo una carta a las federaciones deportivas para que no avalaran a la dictadura argentina presentándose a jugar la Copa.
En Holanda la movilización y el debate sobre el Mundial 78 y la dictadura argentina, también alcanzó una alta visibilidad y llegó hasta el más alto nivel.
En Italia la campaña fue apoyada por las tres centrales sindicales, la CGIL, la CISL y la UIL.
En Gran Bretaña el Sindicato de Periodistas adhirió a la campaña y publicó un folleto "instructivo" con frases en castellano, como "por favor, dejen de torturarme", o "mi diario les pagará bien si me dejan ir".
La dictadura, asesorada por la consultora estadounidense Burson-Marsteller y la colaboración monolítica de la prensa argentina, comenzó a difundir que las versiones sobre violaciones de derechos humanos eran parte de una "campaña antiargentina", con el fin de "desprestigiar al pueblo argentino". La periodista Renée Salas, de la Editorial Atlántida (dueña de las publicaciones Billiken, Gente y Para Ti) viajó a París para recorrer las redacciones de los principales periódicos con el fin de evitar que publicaran notas contra la dictadura argentina. La revista Gente emprendió una campaña para que sus lectores influyeran sobre familiares y conocidos radicados negando la existencia del Estado represivo.
La dictadura montó en el altillo de la ESMA una oficina de prensa clandestina para estos fines, en la que los propios detenidos archivaban la información sobre la Argentina que publicaban los medios extranjeros, y se difundía información favorable al régimen.[cita requerida]
Aunque se dijo que algunos jugadores se sumaron a la campaña para denunciar las acciones de la dictadura militar, renunciando a participar del torneo, esto nunca se comprobó fehacientemente. No obstante, la presencia del periodismo extranjero que los acompañó fue muy importante para la difusión de la lucha de las Madres de Plaza de Mayo. El único jugador del que está documentado que visitase a las Madres de Plaza de Mayo fue el defensor neerlandés Wim Rijsbergen, quien «alquiló una bicicleta y se fue a ver a las Madres. Charló con ellas y comprendió lo horrible de lo que allí pasaba. El impacto de su conversación fue tal que por mucho tiempo continuó estando en contacto con ellas y siguió apoyando su causa».
La campaña de boicot contra la dictadura argentina, fue rechazada por la organización guerrillera Montoneros, que decidió no realizar atentados durante el Mundial y propuso una tregua, así como por el Partido Comunista Francés.

### Secuestro del jugador Ralf Edström

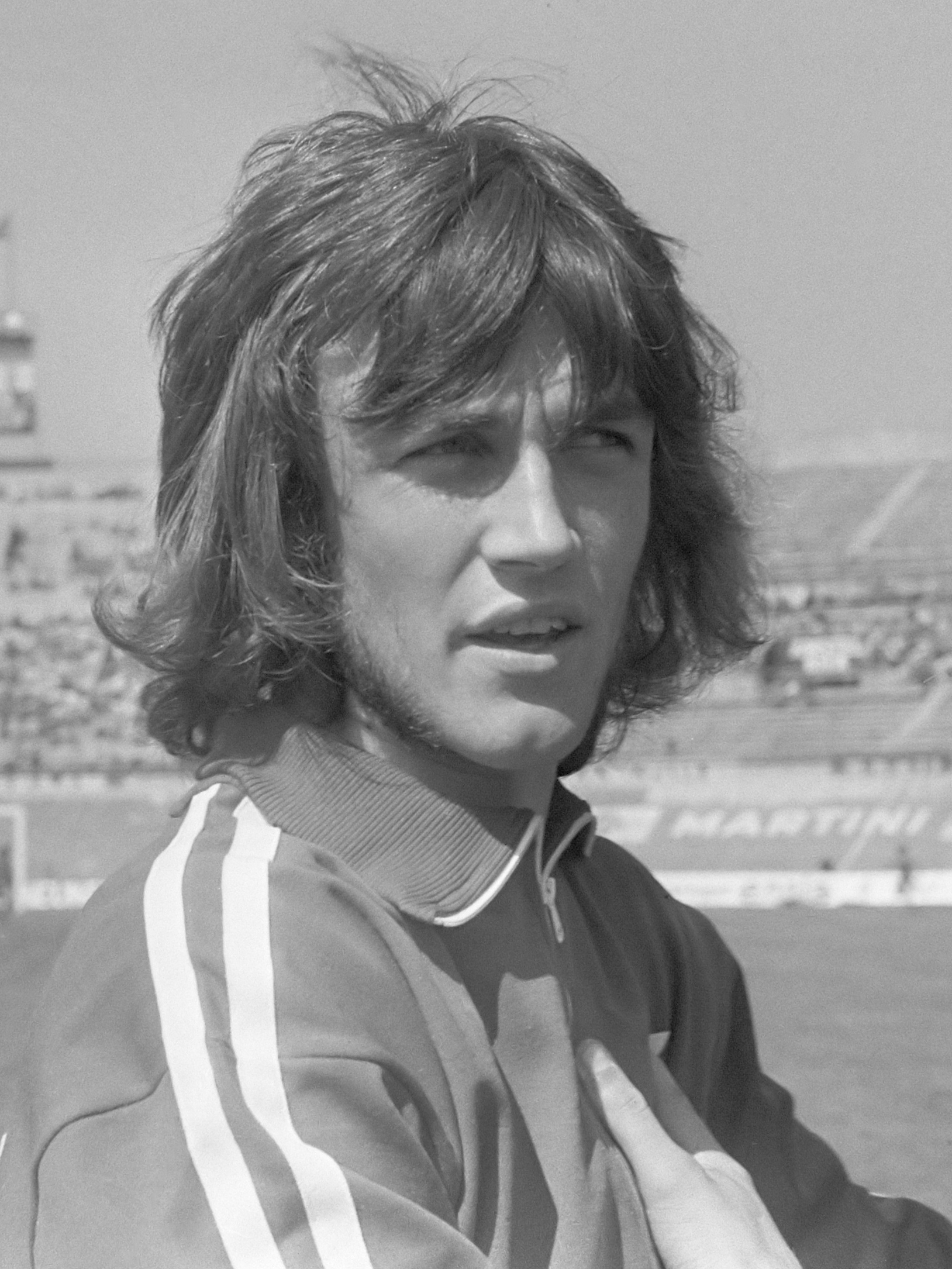
El jugador sueco Ralf Edström fue secuestrado e interrogado durante el Mundial 78.

Durante el torneo fue secuestrado el jugador de la selección sueca Ralf Edström. La noche anterior al primer partido de Suecia, Edström tenido un extraño incidente en un bar cercano al hotel con un hombre que se había presentado como abogado y que había llorado al saber que era sueco, mientras decía «¡Un país libre!».
Según el relato del jugador:

La noche siguiente dos hombres vinieron a las afueras del hotel, me agarraron por el brazo y me dijeron que fuera con ellos. Me asusté mucho, me llevaron por los corredores hasta una habitación debajo del hotel. Me sentaron en una silla, donde un hombre vestido de militar con anteojos de sol estaba al otro lado de la mesa. Le mostré mi identificación como jugador de la Copa del Mundo, me dieron una taza de café y después de eso me liberaron.

Edström ha asociado este hecho con el caso de la desaparición de la joven sueca Dagmar Hagelin, con la campaña de su padre Ragnar Hagelin para que Suecia no concurriera al Mundial y con haber ido a visitar la Plaza de Mayo, donde pudieron ver a las Madres de Plaza de Mayo.

### La victoria de Argentina ante Perú
El partido se jugó el 21 de junio y se trataba del último turno del grupo B de la segunda fase. Argentina llegaba en desventaja frente a Brasil, con los mismos puntos pero con un gol menos de diferencia. La FIFA dispuso que Brasil debía jugar primero contra Polonia y Argentina después contra Perú, concediéndole así una ventaja al equipo argentino, al conocer de antemano qué cantidad de goles serían necesarios para llegar a la final. En enero la FIFA había resuelto en reuniones previas al sorteo de las sedes, que Argentina jugaría sus partidos de primera y, en caso de clasificar, segunda fase siempre a las 19:15, mientras que los demás, salvo el partido inaugural y la final, a las 13 y 16:15. Ante las pocas ventas de entradas en el exterior, la FIFA temió que en aquellos partidos donde no estuviera involucrado el conjunto local, hubiera escaso público. Por lo que, si los partidos de Argentina se jugaban en simultáneo a otros, el público que no fuera a ver a la selección a la cancha se quedaría en sus hogares frente al televisor. En su momento, nadie había presentado oposición a esta medida. Alemania en la edición anterior había gozado de un beneficio similar. Pero, cuando llegó el momento de los partidos decisivos del grupo (Brasil vs. Polonia y Argentina vs. Perú), los brasileños presionaron para jugar ese tercer partido de la segunda fase al mismo tiempo que la Argentina. Pero la FIFA se opuso. Sus directivos argumentaron que por la televisión era imposible el cambio de horarios.
Brasil jugó su partido y ganó 3-1, obligando a la Argentina a ganar por al menos cuatro goles de diferencia. Sabiendo esto, Argentina jugó en el segundo turno contra Perú. Minutos antes del partido, el dictador Jorge Rafael Videla visitó el vestuario peruano acompañado por el ex secretario de Estado de Estados Unidos Henry Kissinger (uno de los organizadores del Plan Cóndor) y les leyó a los jugadores un mensaje del dictador del Perú Francisco Morales Bermúdez, sobre la hermandad argentino-peruana. Argentina finalmente obtuvo un histórico resultado de 6-0, desplazando a Brasil por diferencia de gol y accediendo a la final.
El resultado y algunas circunstancias particulares durante el juego generaron con el tiempo sospechas sobre la legitimidad de lo sucedido. El equipo peruano fue apedreado al volver a Lima. Diez días después de finalizado el Mundial, el 6 de julio de 1978, la dictadura argentina sancionó el Decreto N.º 1463/78 "otorgando un crédito extraordinario no reembolsable a la República del Perú".
Distintas personas y protagonistas declararon que parte del equipo peruano fue presionado o sobornado para perder el partido por una diferencia abultada. Otros, por investigaciones recientes, apuntan a que habría existido un acuerdo entre ambos gobiernos en el marco del Plan Cóndor.
El 12 de diciembre de 2007 el periodista argentino Ezequiel Fernández Moores entrevistó a Fernando Rodríguez Mondragón, capo del cartel de Cali que dirigía su tío Miguel Rodríguez Orejuela, quien hizo un relato detallado de la forma en que se habría llevado a cabo el soborno, contando lo que le reveló su tío, quien habría sido mediador con los funcionarios peruanos, a pedido de los militares argentinos. Según Rodríguez Mondragón, el argentino y representante de jugadores Carlos Quieto, le transmitió a Rodríguez Orejuela que los militares argentinos y la Asociación del Fútbol Argentino (AFA) deseaban reunirse en reserva con las autoridades de la Federación Peruana de Fútbol (FPF), con la que el capo colombiano mantenía estrechas relaciones. La reunión se habría realizado en el barrio de Miraflores en Lima al día siguiente, dos días antes del partido y participaron por Argentina el capitán de navío Lacoste y dos personas más, y del lado peruano el presidente y el tesorero de la FPF. Siempre según Rodríguez Mondragón, allí se acordó pagar los sobornos a los jugadores y dirigentes peruanos y la donación de trigo, que ya había sido solicitada.
Varios jugadores del equipo peruano sostuvieron que a su criterio se habían producido sospechosas irregularidades o directamente sobornos. En 1986 Juan Carlos Oblitas declaró a la prensa que sentía "vergüenza", afirmando a continuación que pensaba que "ese partido no fue normal". En 2003 Oblitas dio a conocer que el dictador Videla y el ex secretario de Estado de Estados Unidos Kissinger, se habían hecho presentes en el vestuario peruano, pocos minutos antes de iniciar el partido. En 2018 dos jugadores titulares del equipo peruano de 1978, José «Patrón» Velásquez y Germán Leguía, declararon también que antes del partido el dictador argentino acompañado de Kissinger, había entrado al vestuario y les leyó a los jugadores un mensaje del dictador peruano Morales Bermúdez. Ambos exjugadores declararon que la visita fue interpretada por el equipo peruano como una amenaza. Velásquez dijo también que aunque no tenía pruebas, sabía que varios dirigentes y seis jugadores peruanos fueron sobornados para dejarse ganar, mencionando entre ellos a Rodulfo Manzo, Raúl Gorriti, Juan José Muñante y Ramón Quiroga (el portero de Perú nacido en Argentina). En una investigación realizada por Fernández Moores para radio Continental, el periodista Carlos Juvenal contó que el propio capitán del equipo Héctor Chumpitaz, le confesó sobre "un dinero adicional", pero le agregó que jamás lo admitiría de modo público.
Los jugadores acusados han negado tales versiones, señalando además que son acusaciones sin pruebas. Quiroga acusó a Velásquez de "falta de cordura" y dijo "Yo no me vendí. Si hubiera agarrado plata para ir para atrás, hoy no podría caminar por Lima y lo hago sin problemas". A su vez agregó que: "Ese día a Argentina le salieron todas y a nosotros nada. Por ejemplo, hay un gol de Tarantini en el que Manzo se agacha y lo deja solo. También pienso que hubo dos tantos de Argentina que fueron en offside, uno de Luque y otro creo que de Tarantini, y el árbitro (el francés Robert Wurtz) miró hacia otro lado. Después jugué otro Mundial y el hincha de Perú siempre me trató con respeto. Si yo hubiera querido perder, como se dijo, no hubiera podido quedarme a vivir ni un día más en este país. Sin embargo, llevo más de 40 años instalado aquí". Pese a ello, en otra oportunidad Quiroga ha señalado que aquel día algunos de sus compañeros habían actuado "extraños" en el partido, como por ejemplo el defensor Rodulfo Manzo, quien se agachó en el cuarto gol argentino, por lo cual Quiroga señala que: "El Negro Manzo no paraba nada, ni él ni la defensa. En el cuarto gol de Argentina, Manzo se agacha y me deja solo al rematador". Además, resalta la extraña alineación del técnico Marcos Calderón que dejó fuera del partido a varios importantes jugadores. Por su parte, Muñante dijo que Velásquez "es un delirante" y que el técnico Marcos Calderón no aceptaba sobornos. Muñante contó también que no le pidieron al director técnico peruano que no alineara al guardavallas Quiroga, y aclaró que hubo una reunión en la que le preguntaron si quería atajar, y él dijo que sí. Muñante aseveró que ningún jugador se echó a menos, ya que Perú pudo hacerle dos o tres goles a Argentina en los primeros 15 minutos. Manzo sostuvo que ni él ni sus compañeros habían recibido dinero por el resultado del partido y aun cuando han existido especulaciones, jamás se ha tenido una prueba real de fraude alguno. Katia Gorriti, hija del fallecido Gorriti, también afirmó que son irrespetuosas e injustas las opiniones de Velásquez y que manchan el nombre de su padre, indicando además que iniciaría acciones legales.
Otros jugadores protagonistas del encuentro negaron cualquier soborno o arreglo del partido y sostuvieron que no hay pruebas que sustenten los relatos, que hablan de corrupción y acuerdos. Héctor Chumpitaz, capitán de ese equipo peruano, declaró que su selección jamás se vendió. Jaime Duarte indicó que "desde hace veintinueve años vienen con nuevas historias y que no hay ninguna prueba que demuestre tales sobornos". César Cueto declaró que ese encuentro fue legítimo, y que la derrota se debió a la mala preparación física y al cansancio luego de once días de competencia, calificando a las acusaciones de "inventos de la prensa". Teófilo Cubillas declaró que no hubo ningún arreglo y desmintió los rumores. Afirmó también que si en esos meses hubiesen jugado tres veces, el equipo de Argentina los habría vuelto a golear, que poco antes Ecuador también les había hecho seis goles, y que la propia Argentina les había ganado con facilidad en otro amistoso. Según Cubillas, Perú "venía en bajada", luego de perder con Brasil y Polonia, y que aunque habían ganado su grupo en la primera fase de la Copa, el equipo no estaba bien, a diferencia de la selección argentina, a la que describió como "una tromba que se nos vino encima". Finalmente, Cubillas consideró absurdo pensar que Argentina le envió toneladas de trigo al Perú, retribuyendo el hecho.

### La "guerra de los papelitos"
Otro de los acontecimientos polémicos que dejó el Mundial 78 fue la célebre "guerra de los papelitos", en clave humorística, entre el relator deportivo José María Muñoz y Clemente, un personaje de historieta del caricaturista argentino Caloi.
Desde mediados de la década de 1960 se había hecho costumbre en los estadios de fútbol argentinos arrojar papeles y cintas de papel cada vez que entraban los equipos a la cancha. La FIFA, en cambio, había recomendado prohibir esa costumbre, por razones de seguridad. De este tema se hizo eco el relator José María Muñoz, haciendo campaña en ese sentido, y desde bastante antes de iniciarse el Mundial, pedía desde sus transmisiones deportivas de radio que no se arrojaran papeles para no afectar la imagen del país en el exterior. Al año siguiente, Muñoz también expresaría la opinión oficial de la dictadura, convocando a la población a oponerse a la visita de la Comisión Interamericana de Derechos Humanos para verificar la situación de los derechos humanos en Argentina.
En ese contexto el humorista Caloi, desde el diario Clarín y la televisión estatal, generó una notable rebelión simbólica popular impulsada por el personaje de historieta Clemente -un extraño ser sin manos que comía aceitunas-, contra la recomendación oficial de no tirar "papelitos". Clemente instaba a la población a tirar papelitos tanto en las canchas, como desde las ventanas de los hogares y oficinas:

¡Tiren papelitos muchachos! ¿O qué quieren que tiremos, carozos de aceituna?
Clemente, 1978.

Finalmente la población desconoció masivamente la recomendación oficial, y una de las características del Mundial fue la conducta masiva de tirar papelitos en todas partes. Años después Caloi relató aquel gesto contestatario:

Era una época en la que estaba todo prohibido. El único huequito en el que uno podía colar una opinión sobre el presente era a través del humor y el Mundial. Muñoz representaba a la voz oficial de la dictadura, que decía que no había que tirar papelitos a la cancha, y Clemente era la voz contestataria, estimulando a que la gente recibiera a la Selección con papelitos. Fue maravillosa la respuesta popular que en ese momento recibió Clemente.
Caloi.